# 第100歩兵大隊
第100歩兵大隊（だいひゃくほへいだいたい 英語: 100th Infantry Battalion）は、第二次世界大戦中のアメリカ合衆国陸軍において、日系アメリカ人二世兵士達を中心に編成された部隊である。ヨーロッパ戦線に投入され、イタリア戦線、フランス戦線でドイツ軍を相手に戦闘を行った。

## 概要
日系二世兵士たちは当初、敵対国である日本人を祖先に持つ事から前線には送られず、アメリカ本土で半ば隔離的に訓練をしていた。しかし、1943年にイタリア戦線に送られ、第34歩兵師団（レッド・ブル）に配属された。
イタリア戦線においては、モンテ・カッシーノの戦い、ベルベデーレの戦い等が当時の新聞などでも紹介された。また第34歩兵師団所属中の日系二世兵士たちは、この頃ヘルメットの前面に師団シンボルである「レッドブル・赤牛」をペイントしていた。これは1943年10月10日に、師団長の命令によって行われた物で、師団の一員に迎え入れられた証、ひいてはアメリカ人兵士と認められた証、と二世達は喜んだ。1944年6月、アメリカ本土からの新たな志願兵を加えて編成された第442連隊戦闘団がイタリア戦線に到着し第442連隊戦闘団の第1大隊となったが、それまでの功績から第100歩兵大隊の名称はそのまま継続した。
当初は「ジャップ」と呼ばれ、上級指揮官から「必要ない」と言われた日系部隊だったが、戦闘を重ねた後は各方面の指揮官から2世部隊を増援で欲しいと言われた。
その後戦線の推移に伴い、第100歩兵大隊を含む第442連隊戦闘団は、第34歩兵師団から第36歩兵師団へと転属した。転属後、第100歩兵大隊はフランスでブリュイエール（ブリエア）の解放、テキサス大隊救出等の作戦に参加。これは後にアメリカ軍十大戦闘の一つとして記録された。1945年3月にイタリア戦線へ戻り、ゴシックライン（Gothic Line）の戦闘を経て終戦を迎えた。終戦後、第100歩兵大隊は大統領部隊感状を始めとする多くの表彰を受け、現代に至るもアメリカ陸軍ベストユニットの一つとされている。
因みに、第100歩兵大隊の兵の12%は現役の大学生で、5%は大卒以上の学歴の持ち主だった。また、入隊にあたって志願者全員に対して実施された陸軍式知能検査によると、大隊全体の平均知能指数は103という結果だった（同検査で110以上の数値が出ると、士官学校で教育を受ける事となっていた）。

## 歴史
以下に第100歩兵大隊の歴史を記す。

### 前史
- 1940年10月29日 - 第1回選抜徴兵(Selective Service Act)開始。ハワイにおいて1543名の日系人が徴兵され、ハワイ州兵、第298及び第299歩兵連隊（英語版）に配属。
- 1941年12月7日 - 真珠湾攻撃。298ならびに299歩兵連隊は海岸線防衛等にあたる。
- 1942年6月5日 - 298ならびに299連隊他の1432名の日系兵士によるハワイ臨時歩兵大隊(Hawaiian Provisional Infantry Battalion)が編成。マウイ号（英語版）（SS Maui）にてアメリカ本土へ移動する。

この時期の被服は外出時や戦闘時はサマー・カーキユニフォーム、訓練時はブルー・デニム作業服を使用していた。
また、当時のライフルはM1903ライフルであったが、真珠湾攻撃後にはM1ガーランド（初期型）（※当時はM1ライフルと呼ばれていた）も使用していた。なお、マウイ号乗船時にハワイの伝統であるレイを貰えなかった事が、彼らの不安をあおった。

### 訓練期

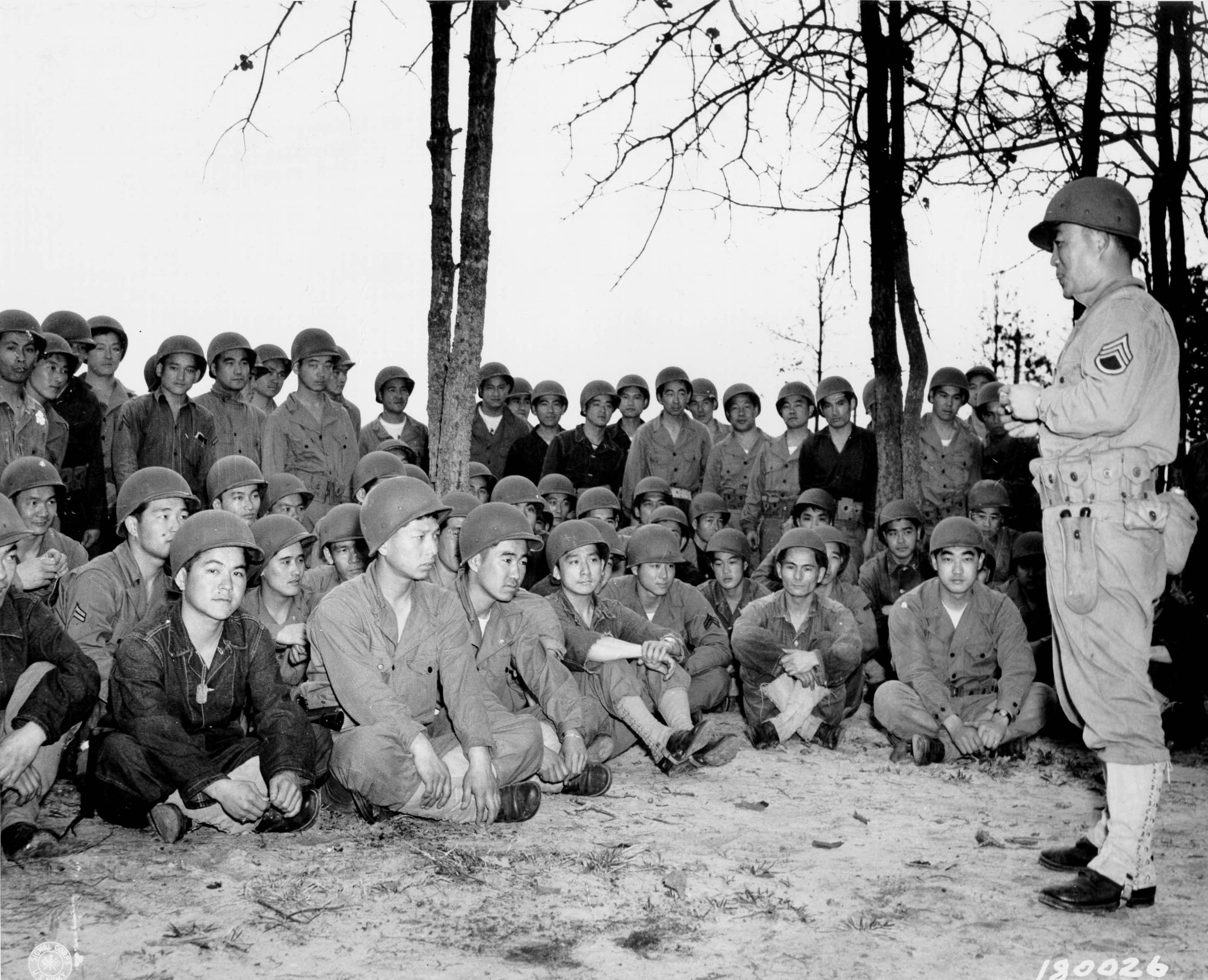
訓練中の第100歩兵大隊

- 1942年6月12日 - マウイ号はカリフォルニア州オークランドへと入港し、ハワイ臨時歩兵大隊は第100歩兵大隊（独立）となる。その後3本の列車に別れて移動したが、目的地は知らされていなかった。
- 1942年6月16日 - ウィスコンシン州キャンプ・マッコイ（Camp McCoy）に到着し、編成と訓練を開始。

キャンプ・マッコイでは、ウールシャツ、ウールトラウザーズの上下（これはハワイ以外の戦争全期間を通して使用。通称マスタードシャツ、マスタードパンツ）に、ODフィールドジャケット（初期型を含む）という姿が多い。また訓練や作業ではHBT作業服（初期型）とデニム作業服を混用した。冬季は防寒下着の上下に加えウールオーバーコートの着用も見られる。
- 1943年1月6日 - キャンプ・マッコイでの訓練を終えた第100歩兵大隊はミシシッピー州のキャンプ・シェルビー（英語版）（Camp Shelby）へと移動し、訓練を継続。
- 1943年4月初頭 - 第85歩兵師団（英語版）に配属され、ルイジアナ州での2ヶ月に渡る演習に参加する。
- 1943年7月20日 - 大隊旗受領。部隊モットー「Remember Pearl Harbor」を制定。
- 1943年8月11日 - キャンプ・シェルビーを出発し、キャンプ・キルモアを経て、20日にニューヨークのブルックリンにてジェームス・パーカー号（USS James Parker (AP-46) ）に乗船。

### 出征
- 1943年9月2日- 北アフリカフランス領アルジェリアのオランに到着する。北アフリカでは鉄道警備にあたる予定であったが、大隊長ファーレント・ターナー中佐の抗議により実施していない。また一部、遺体処理の作業に当たったと言う証言[20] がある。
- 1943年9月19日- 第34歩兵師団第133歩兵連隊に第2大隊として配属し、オランから攻撃輸送艦フレデリック・ファンストン号（英語版）（USS Frederick Funston (APA-89)）に乗船。

### イタリア戦線 カッシーノからローマへの道
- 1943年9月22日 - イタリア戦線カンパニア州サレルノ県サレルノに上陸。
- 1943年9月28日～30日 - アヴェッリーノ県モンテマラーノからベネヴェントに至る街道において初の戦闘が行われる。9月28日に、高田“ジョー”繁雄軍曹（Sgt. Shigeo "Joe" Takata）をはじめとする戦死者3名を出す[21]。
- 1943年10月10日 - 師団長の命令により、ヘルメット前面に師団章（RedBull)のペイントが許可される。

師団の一員（ひいてはアメリカ軍兵士として）に認められた証であるこの措置は、兵士達を喜ばせた。
第100歩兵大隊は他の師団、部隊に配属されて戦闘を経験しているが、戦時中に彼らが付けた部隊章で確認できるものは、この第34師団章のみ。また、戦後も第100歩兵大隊退役兵が第34師団章をモチーフにしたバッヂや帽子、シャツ等を愛用した。
この頃の被服はウールの上下にODフィールドジャケットが一般的で、外征用のバックスキンアンクルブーツ（タイプ３）にキャンバス製のレギンスを使用。
- 1943年10月18日～24日 - ヴォルトゥルノ川を渡河し、カゼルタ県サンタンジェロ・ダリーフェを攻撃。戦死者23名。
- 1943年10月22日 - 副大隊長ジェームス・ラベル少佐負傷。
- 1943年10月29日 - 大隊長ファーレント・ターナー中佐は療養を命ぜられ、ジェームス・ギレスピー中佐に交代。
- 1943年10月30日～11月4日 - 第3回ヴォルトルノ川渡河。戦死者21名。
- 1943年11月5日～12日 - 590高地、600高地、610高地の戦い。戦死者33名。
- 1943年11月28日～12月15日 - ルート掃討戦　1017高地、920高地、841高地の戦い。戦死者39名。
- 1943年12月5日 - 大隊長がキャスパー・クロー少佐に交代。
- 1944年1月5日 - 第100歩兵大隊と第3大隊は第36師団砲兵を加えてタスクフォースBを編成し、第1特殊任務部隊のフレデリック大佐指揮により翌日よりマジョ高地群の掃討に向けた行動を開始[5]。
- 1944年1月7日～13日 - マジョ高地群　1190高地、1270高地、692高地の戦い。戦死者13名。

これらの高地を巡る戦闘は犠牲も出したが、第100歩兵大隊に戦闘部隊としての経験と自信を植え付け、以後の第100歩兵大隊は戦闘時にも混乱を起こす事なく戦った。

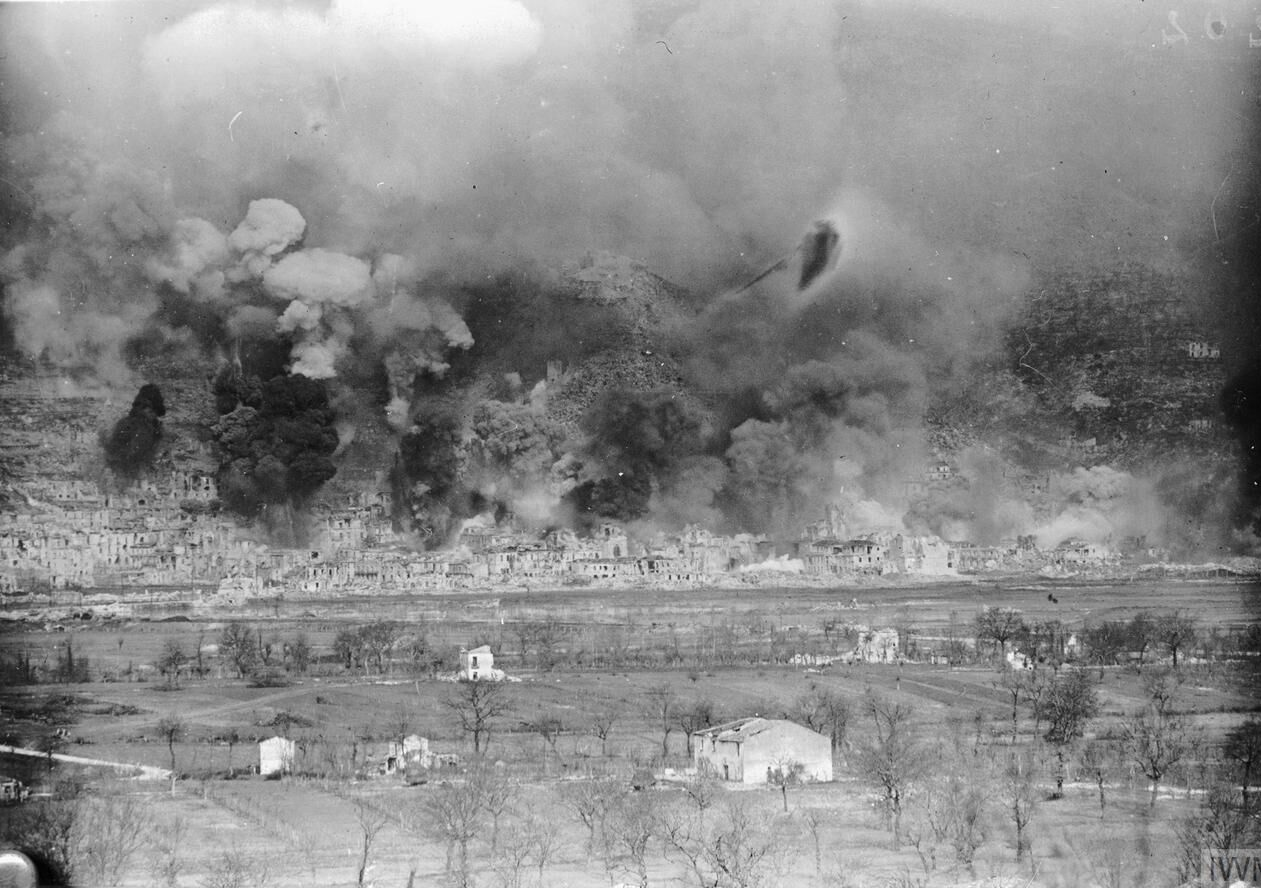
爆撃を受けるモンテ・カッシーノ修道院

- 1944年1月23日～26日 - モンテ・カッシーノの戦い。戦死者23名

第100歩兵大隊が参加した一度目の大規模戦闘で、作戦の困難さから連合軍の汚点として残る戦いである。
第100歩兵大隊は遮蔽物の無い平原と氾濫した泥の川を渡るも、攻略には至らず後退した。第100歩兵大隊兵士は戦後に辛かった戦場を聞かれると「やっぱりカッシーノだね」と答えており、第５軍司令官マーク・クラーク中将も「カッシーノ戦はイタリア戦線に於ける最も壮烈で最も悲惨な、ある意味で最も悲劇の戦い」と評している。。
また、この時期の第100歩兵大隊ではODフィールドジャケットの他、通称「タンカース」とも呼ばれる冬季コンバットジャケットと同トラウザースを使用、ジャケットには第34師団章を着用した。イタリアの冬は寒く、冬季戦のユニフォームとして支給されていた。また防寒下着の上下に加え、オーバーシューも使用している。一部写真に革製のバックルタイプのレギンスを使用
- 1944年1月24日 - 新大隊長ジョージ・デューイ少佐が負傷し、副大隊長ジャック・ジョンソン少佐が戦死。
- 1944年1月29日 - 新大隊長として、ジェームス・ラベル少佐が復帰。
- 1943年2月4日～12日 - キャッスルヒル、165高地の戦い。戦死者12名。
- 1944年2月8日 - 大隊長ジェームス・ラベル少佐および大隊長代理キャスパー・クロウ少佐が負傷したため、ヨンオク・キム中尉が臨時に大隊の指揮を執る。[24]
- 1944年2月15日 - モンテ・カッシーノより後退し、休養と再編成を行う。大隊の大部分の兵士が負傷し、パープルハート章を受章した事からパープルハート大隊とも呼ばれた[25]。
- 1944年3月24日 - LST（戦車揚陸艦）により、ラツィオ州ローマ県アンツィオに上陸し、アンツィオの戦いに参加。
- 1944年4月2日 - 新大隊長ゴードン・シングルス中佐着任。
- 1944年4月6日 - 6月1日 - アンツィオ橋頭堡の戦い。戦死者13名。
- 1944年5月16日 - ヨンオク・キム大尉とアカホシ上等兵が、偵察行動中にドイツ軍の捕虜を確保し、第100歩兵大隊初の殊勲十字勲章を叙勲。
- 1944年5月23日 - シーザーライン（英語版）（Caesar Line）への攻撃開始。
- 1944年6月2日～5日 - アルバーノ・ラツィアーレ高地の戦い。戦死者27名。

暖かくなってくると、第100歩兵大隊の写真ではウールの上下のみで過ごした。また、シャツにも多くの兵士が第34師団章を着用。
- 1944年6月3日 - ゴードン・シングルス中佐が第100歩兵大隊長を兼務したまま、5つの砲兵隊を含む機動部隊（シングルス・タスクフォース）の指揮を執る。
- 1944年6月4日 - ローマ解放（第100歩兵大隊はローマへ入れず。※理由は諸説あり）。

日系人（有色人種）にローマへの第一陣をさせなかったと言う説と純粋に交替時期だったという説がある。 なおローマへの第一陣は第1特殊任務部隊である。

### 第442連隊戦闘団と合流 イタリアでの戦闘
- 1944年6月11日 - チヴィタヴェッキアにおいて第442連隊戦闘団に第1大隊として編入。

それまでの功績から名称は引き続き第100歩兵大隊を使用。第442連隊の兵士はこの措置に不満だった。
また第100歩兵大隊も第442連隊戦闘団への編入は喜ばなかった。※以降　戦死者は第442連隊戦闘団全体の人数を表記。
- 1944年6月26日 - トスカーナ州ピサ県ベルベデーレの戦い。戦死者13名（そのうち第100歩兵大隊の戦死者は3名）。

第442連隊の第2、第3大隊の苦境を第100歩兵大隊の戦闘で突破し、以降連隊と大隊のやり取りはスムーズになった。
第100歩兵大隊は、この戦闘によって1度目の大統領部隊感状を受章。
- 1944年6月27日～28日 - リヴォルノ県サッセッタの戦い。戦死者11名。
- 1944年7月1日～18日 - ルチアナ・リヴォルノ攻撃。戦死者127名。
- 1944年7月19日～21日、8月20日～9月1日 - アルノ川の戦闘。戦死者26名。
- 1944年7月～8月 - 休養と再編成、訓練が行われる中、所属や編成が数度にわたり変更される。

またこの間、第442連隊と第100歩兵大隊は別の部隊として行動する。
第100歩兵大隊の兵士たちは、この間にイタリアのピサを始め、観光や休養を行った。
- 1944年8月25日 - “YANK”誌にベルベデーレ戦と第100歩兵大隊が掲載される。この頃にはメディアでも日系部隊の扱いが増える。
- 1944年9月11日 - ドラグーン作戦に参加中の対戦車中隊を除き、第442連隊戦闘団は第7軍に編入。
- 1944年9月27日 - ナポリより攻撃輸送艦サミュエル・チェイス号（英語版）（USS Samuel Chase (APA-26)）に乗艦し、イタリアを離れる。

### フランス戦線
- 1944年9月29日 - サミュエル・チェイス号にてフランスのマルセイユに上陸する。10日間、補充兵の訓練等が行われた。

この時期に被服の更新があり、以後M1943型ジャケットの使用例が存在。主用されているのはODフィールドジャケット。またカッシーノ戦の頃と比較して、冬季戦闘ジャケットはあまり確認できない。前述したが、以後終戦まで第100歩兵大隊において戦闘衣への部隊章の着用は無い。兵士達も「交換があるので付けない」と証言している。またバックル一体型のコンバットブーツ（２バックルブーツ）も使用を開始。
- 1944年10月9日～13日 - マルセイユから列車とトラックを使用して北上。リヨンを経由し、ヴォージュ県エピナル近郊の宿営地に着き、第36歩兵師団に配属。
- 1944年10月15日～10月18日 - ブリュイエールの戦い（フランス語版）。戦死者38名（内第100歩兵大隊16名)。

第442連隊戦闘団はドイツ軍を掃討し、ブリュイエールを解放した。しかし第100歩兵大隊が町に滞在したのは一晩で、すぐに移動を命ぜられたものの、この解放はブリュイエールの人々にとって忘れられない出来事となった。
- 1944年10月19日～24日 - ベルモント・スール・ビュトン（英語版）の戦い。第2、第3大隊戦死者25名。
- 1944年10月20日～24日 - ビフォンテーヌ（英語版）の戦い。第100歩兵大隊戦死者13名。

第100歩兵大隊と第2、第3大隊はそれぞれブリュイエール付近の丘を攻撃した。第100歩兵大隊は命令によってビフォンテーヌ村へ下り、包囲されたが敵を撃退。
- 1944年10月26日～31日 - 617高地の戦い及び「失われた大隊（英語版）（テキサス大隊）」の救出を行う。戦死者56名（617高地:第2大隊12名、失われた大隊救出:連隊本部等3名、第100歩兵大隊11名及び第3大隊30名）。

第141歩兵連隊第1大隊がドイツ軍によって包囲され、第442連隊戦闘団はその救出の為の攻撃を命ぜられる。
第36師団長ジョン・アーネスト・ダールキスト（John Ernest Dahlquist）中将自身の立て続けの前進命令に連隊の受けた損害は増加した。
- 1944年10月28日 - 大隊長シングルス中佐が負傷。

第442連隊戦闘団は攻撃を続け、10月30日に第141連隊第1大隊と合流し、救出に成功する。
この戦闘は後にアメリカ陸軍十大戦闘の1つとして記録された。
- 1944年10月31日～11月9日 - ラ・ウシエールの戦い。戦死者37名。
- 1944年11月13日～11月17日 - サン＝ディエ＝デ＝ヴォージュの戦い。戦死者8名。

失われた大隊救出後も戦闘は続き、第442連隊は多大な犠牲を払った。負傷者も数多く、数名にまで減る中隊もあった。
ようやく後方へと下がった11月12日に師団長ダールキスト少将が戦闘団を閲兵した際、あまりに少ない整列（K中隊に18名、I中隊には8名しか残っていなかった）を見とがめ、「部隊全員を整列させろといったはずだ」と不機嫌に言ったのに対し、連隊長代理のミラー中佐が「将軍、目の前に居るのがその全員です。（This is all the men, sir）」と答えた。
その報告を聞いたダールキスト少将はショックの余りスピーチさえできなかったという。これは第36師団編入時には約2,943名いた兵員が800名ほどにまで減少していたからである。

### シャンパン・キャンペーン
- 1944年11月17日 - 第36歩兵師団を離れ、第45歩兵師団（英語版）に配属される。南フランスに移動し。休養と再編成が実施される。
- 1944年11月22日～1945年3月23日 - シャンパン・キャンペーン。戦死者26名。

シャンパン・キャンペーンとは正確には戦線の名称ではなく、南フランスの後方地域に下がって過ごした日々を兵士達はそう呼んだ。
ブリュイエール付近での一連の戦闘において、損害を受けた第442連隊戦闘団は、南フランスのイタリア国境付近の警備と休養、再編成を行った。その間、小競り合い等での損害はあったが、それまでの戦闘に比較したならば穏やかな日々だった。4ヶ月の間に現地の人々と交流したり、クリスマスを祝ったりと様々なエピソードがある。冬季衣料の不足を書いている本 もある。この時期に山岳部隊の被服も着用。
春が近づくと、春期攻勢を予定していたマーク・W・クラーク第15軍司令官は、再び第442連隊戦闘団と第100大隊を要求した。バルジの戦いの穴埋めとして、第442連隊戦闘団を使う予定であったドワイト・D・アイゼンハワーに対し、クラーク司令官はわざわざメッセージを送り「彼らを返してくれ」と打診した。
- 1945年3月23日 - 第522野砲大隊を除く第442連隊戦闘団は、マルセイユよりLST（戦車揚陸艦）に乗艦し、イタリアへ向けて出港。

### ゴシックライン 最後の戦い
- 1945年3月27日 - 第442連隊戦闘団がトスカーナ州リヴォルノ（レグホーン）に上陸する。第5軍団へと復帰し、第92歩兵師団（英語版）に配属される。また、上陸時に新しい被服を支給される。（以後、43型ジャケット及びバックル型ブーツを使用が顕著に増える）[16][34]
- 1945年4月5日〜4月30日 - ゴシックライン突破作戦に参加。戦死者103名。

第442連隊戦闘団は、5ヶ月間膠着したままだった戦線を32分で突破し、クラーク中将の信頼に応えた。
4月25日に目標であったマッサ＝カッラーラ県アウッラを制圧した第442連隊戦闘団は、リグリア海沿岸から追撃を継続してジェノヴァを陥落させ、ヨーロッパでの戦闘を終えた。以後の第442連隊戦闘団の任務は捕虜の受入れ、警備が中心となった。このころから、制服着用時のみ“フリーダムトーチ”第442連隊戦闘団肩章の着用例がある。
- 1945年5月2日 - イタリアの全ドイツ軍が降伏。
- 1945年5月7日 - ドイツ降伏。欧州戦線の終結。

### 終戦
多くの第100歩兵大隊将兵は、アメリカ本土へと帰還し、その分は補充兵によって埋められた。また、1945年夏までに4名の将校と194名の下士官兵が志願して、アメリカ陸軍情報部に転属し、太平洋戦線へと向かった。
- 1946年7月3日 - 第442連隊戦闘団主力はウィルソン・ヴィクトリー号にて、アメリカ本土に帰還。
- 1946年7月15日 - ワシントンD.C.にて、トルーマン大統領の特別閲兵を受け、8つ目の大統領部隊感状を授与。
- 1946年8月15日 - 第442連隊戦闘団はウィルソン・ヴィクトリー号にて、ホノルルに帰還する。

なお、この時点で帰還した兵士たちは終戦後、もしくは終戦間際に入隊した者が多く、実際に戦闘に参加した者は少なかった。翌日、部隊は活動を停止。
- 1946年8月21日 - ウィルソン・ヴィクトリー号はハワイにおいて、船名をサダオ・ムネモリにちなんで「Private Sadao S. Munemori」に改名。

### 第二次世界大戦後の第100歩兵大隊 (第442連隊)
- 1947年 - 第442連隊。予備役として再編成。
- 1968年 - 第442連隊は4000名の兵士で再編され、スコフィールド・バラックにて訓練を行う。そのうち、約1100名が実際にベトナムへ派遣される。（派遣先の所属は調査中） 戦死者20名。
- 2004年8月 - 第442連隊第100大隊は第29旅団に配属され、現役部隊に復帰。
- 2005年5月～2006年1月 - イラク派遣。戦死者4名。
- 2008年10月～2009年9月 - アフガニスタン派遣。戦死者1名。

第100歩兵大隊は、（2016年）現在も第442連隊第100大隊（他の大隊は存在していない）の名で、現役部隊として残っている。日系人のみではなく様々な人種が混在しているが、主な出身がハワイであるため日系人は多い。部隊章は“フリーダムトーチ”であり、制服にはフルカラー、野戦服にはサブデュードの肩章を着用している。

## 記録
以下を参考に作成した。
第100歩兵大隊における叙勲
- 大統領部隊感状：3
- 議会名誉勲章：1
- 殊勲十字章：24
- 銀星章：147
- 銅星章：3111
- 殊勲章：9
- 軍人勲章：8
- 紫心章：1703
- 師団表彰：30
- フランス戦時勲章：2
- イタリア戦時勲章：5

## 映像化作品
映画
第100歩兵大隊を主に扱った映画は存在していない。
映像化された作品の多くは、第100歩兵大隊と第442連隊を同一視している。
文藝春秋からVHSで発売されたドキュメンタリー「ドキュメントアメリカ第442歩兵連隊：日系二世たちの第二次世界大戦」は、その原作をドウス昌代氏の「ブリエアの解放者たち」 としており、第100歩兵大隊を第442連隊とは分けて描いている。

## 著名な出身者
- シズヤ・ハヤシ（林静也）
- エイキ・コバシガワ（小橋川栄喜）
- カオル・モト（本薫）
- マサト・ナカエ（中江正人）
- シンエイ・ナカミネ
- トーマス・比嘉・太郎